# Erik Holmberg
Erik Holmberg (Fredrikstad, 23 mei 1922 – aldaar, 18 september 1998) was een Noors voetballer die gedurende zijn gehele carrière als verdediger speelde voor Fredrikstad FK. Holmberg was ook actief als voetbaltrainer. Hij overleed op 76-jarige leeftijd in zijn geboorteplaats Fredrikstad.

## Interlandcarrière
Holmberg nam met het Noors voetbalelftal deel aan de Olympische Zomerspelen 1952 in Helsinki, Finland. De ploeg onder leiding van Engelse bondscoach Frank Soo verloor in de eerste ronde met 4-1 van buurland Zweden, waardoor de Noren al na één duel naar huis konden. In totaal speelde Holmberg officiële 27 interlands voor zijn vaderland in de periode 1946–1953.

## Erelijst
Fredrikstad FK
- Noors landskampioen

1949, 1951, 1952, 1954
- Noorse beker

1950